# 플랍스크

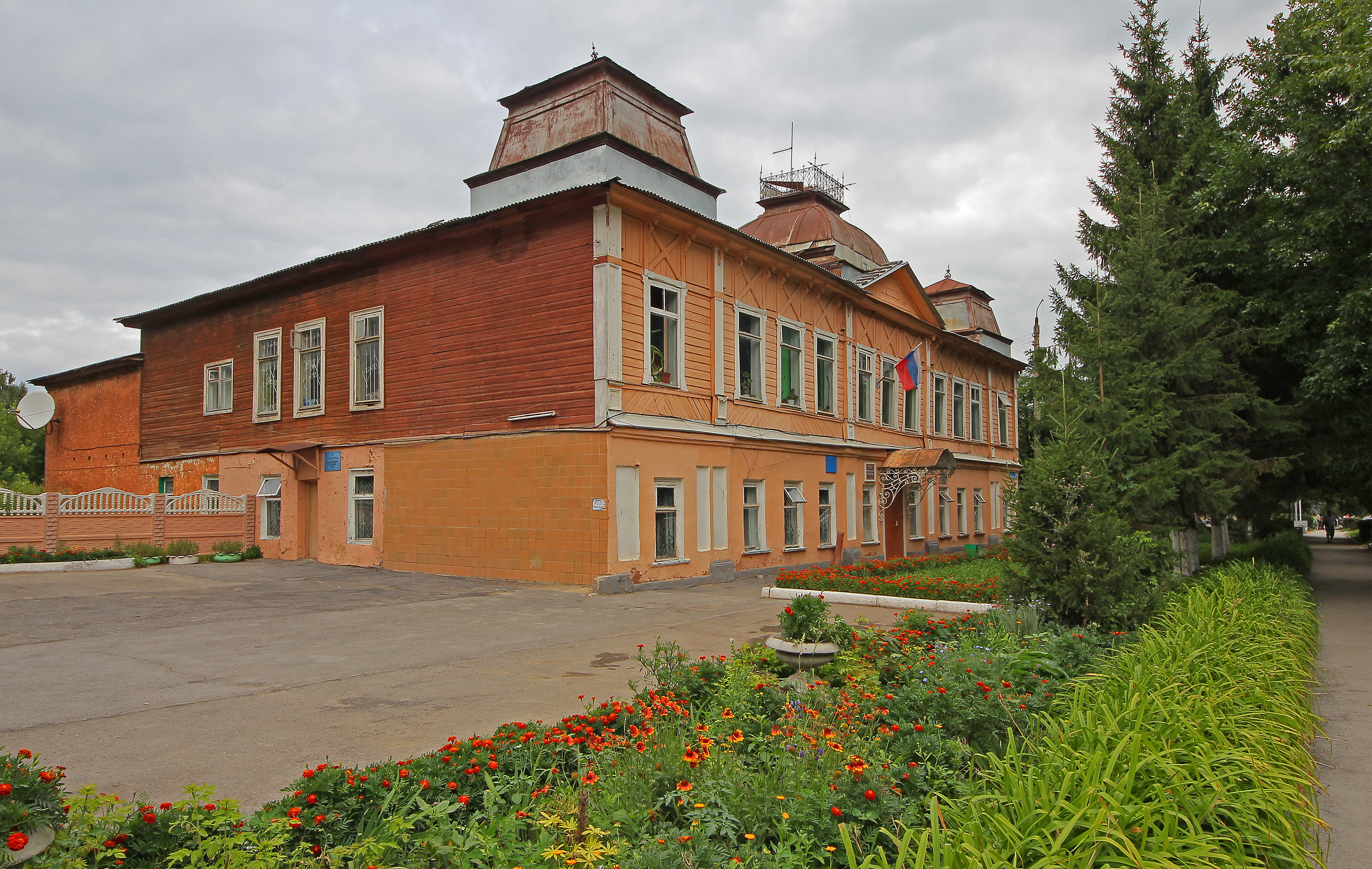

플랍스크(러시아어: Плавск)는 러시아 툴라주 남부에 위치한 도시로, 인구는 16,750명(2002년 기준)이다. 툴라(툴라 주의 주도)에서 남서쪽으로 58km 정도 떨어진 곳에 위치한다. 1949년 시로 승격되었다.